# トマス・ジョージ・スラム

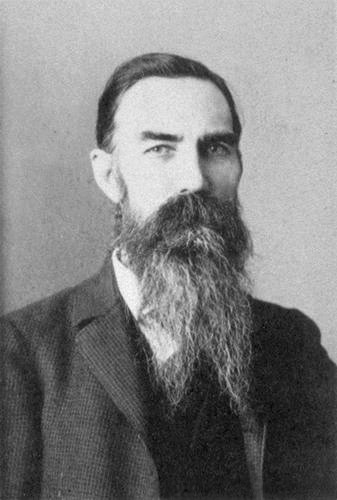
Thomas George Thrum

トマス・ジョージ・スラム（Thomas George Thrum、1842年5月27日 - 1932年5月21日）は、オーストラリア出身のハワイの実業家、歴史家。

## 生涯
スラムは、オーストラリアのニューサウスウェールズ植民地ニューカッスルに生まれ、1853年5月16日、11歳のときにホノルルへ移住した。程なくして働き始めたスラムは、商店の従業員や捕鯨船の船員、サトウキビ農園の仕事などを経て、1870年に 文具商兼新聞社であった Black & Auld の事業を継承した。1875年からは、ハワイについての年鑑『Thrum's Hawaiian Annual』の刊行をはじめ、1888年には、J・J・ウィリアムズ (J. J. Williams) とともに月刊誌『Paradise of the Pacific』（後の『ホノルル (Honolulu)』の前身）を創刊した。また、ハワイ各地の伝承や歴史について、取材を行ない、多数の著作を残した。
スラムは、1865年1月11日にサンフランシスコでアンナ・ローラ・ブラウン (Anna Laura Brown) と結婚し、その後、4人の子をもうけた。 
スラムは、晩年、80歳を過ぎるまで旺盛に執筆活動を行ない、文具等を扱う the Hawaiian News & Thrums, Ltd. の副社長の地位にあったが、90歳を目前にした1932年にホノルルで没した。

## 主な著作
- Thomas G. Thrum, Hawaiian Folk Tales, 1907 - Sacred Texts
- Thomas G. Thrum, More Hawaiian Folk Tales, 1923